# Deutscher Radsport-Verband der DDR
Der Deutsche Radsport-Verband der DDR (DRSV) war von 1958 bis 1990 der Verband zur Organisation des Radsports in der DDR.

## Sektion Radsport
Vorläufer des DRSV war der 1948 gegründete Deutsche Sportausschuss der DDR (DS), unter dessen Dach die Sektion Radsport eingerichtet wurde. Da der DS den Bund Deutscher Radfahrer (BDR) nicht als gesamtdeutsche Vertretung des Radsports anerkannte, war damit die Organisation des Radsports der Bundesrepublik Deutschland und der DDR getrennt. Zunächst bestand innerhalb der Sektion Radsport ab Herbst 1946 eine  Kommission Berufsradsport (BRK), um den Berufsradsport in der DDR zu vertreten. Der BDR und die BRK erkannten ihre gegenseitigen Lizenzen an. 1958 wurde die BRK formal aufgelöst (sie hatte ihre Arbeit nach dem letzten Rennen für Berufsfahrer am 7. Juli 1955 in Chemnitz eingestellt), damit gab es offiziell keine Berufsradsportler mehr in der DDR.
1953 scheiterten Gespräch zwischen dem BDR und der Sektion Radsport zur Austragung gemeinsamer deutscher Meisterschaften. 1955 wurde die Sektion in den Weltradsportverband Union Cycliste Internationale (UCI) aufgenommen, der Sportverkehr zwischen den beiden deutschen Staaten war jedoch stark eingeschränkt. Von 1956 bis 1964 beteiligten sich DDR-Radsportler bei den Olympischen Spielen innerhalb der gesamtdeutschen Mannschaft.

## DRSV

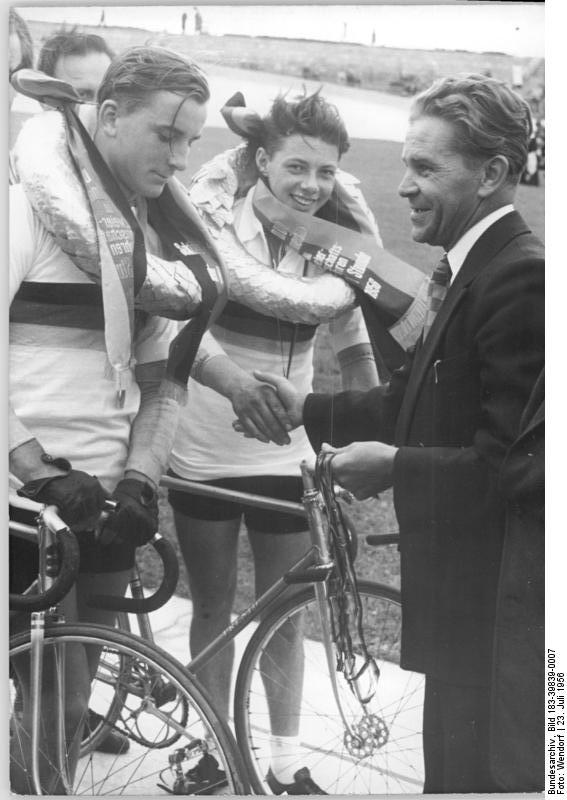
DRSV-Präsident Werner Scharch (r.) bei einer Siegerehrung 1956 auf der Radrennbahn Weißensee

Am 18. Mai 1958 wurde infolge des 1957 in der DDR gegründeten Deutschen Turn- und Sportbundes (DTSB) in Leipzig der DRSV ins Leben gerufen. Sein erster Präsident, Werner Scharch, setzte sich 1960 bei einem Treffen mit dem BDR in Gießen nach Österreich ab. 1960 gelang es dem DRSV, die UCI-Weltmeisterschaften für Bahn und Straße in die DDR zu holen. Ab den 1960er Jahren fanden Begegnungen zwischen Sportlern beider deutscher Staaten nur noch innerhalb internationaler Wettkämpfe statt. Bei den Olympischen Spielen 1968 in Mexiko traten erstmals Radsportler des DRSV und des BDR getrennt in zwei Olympiamannschaften an, allerdings ohne Hymnen und Fahnen, erst 1972 in München gab es zwei souveräne Mannschaften. 1965 führte der DRSV zur systematischen Entdeckung von Talenten die jährliche Kinder- und Jugendspartakiade ein, zu deren Programm auch Radsport-Wettbewerbe gehörten. 1974 genehmigte der DRSV „Bestenermittlungen“ für Fahrer aus nicht staatlich geförderten Betriebssportgemeinschaften, so dass ein weiteres Wettkampfsystem in der DDR neben dem offiziell organisierten Leistungssport entstand.
Nach dem Mauerfall fand im Dezember 1989 ein erstes Treffen zwischen BDR und dem DRSV statt, um die weitere Zusammenarbeit zu koordinieren. Am 28. April 1990 wurde in einer ersten geheimen Wahl ein Präsidium gewählt sowie eine neue Satzung verabschiedet. Bei den UCI-Bahn-Weltmeisterschaften 1990 in Maebashi entfernten die Präsidenten des BDR, Werner Göhner, und des DRSV, Wolfgang Schoppe, symbolisch die Gitter zwischen den Fahrerboxen der beiden deutschen Mannschaften. Am 8. Dezember 1990 traten die fünf Landesverbände der neuen Bundesländer dem BDR bei.
Vorsitzende bzw. Präsidenten der DDR-Radsportorganisationen
- 1949–1950: Heinz Richter
- 1950–1960: Werner Scharch
- 1960–1968: Heinz Przybyl
- 1968–1969: Klaus Huhn
- 1969–1989: Gerhard Voß
- 1990: Wolfgang Schoppe